# Fondachello (Valdina)
Fondachello (talvolta riportato come Fondachello di Valdina; Funnacheḍḍu in siciliano) è una frazione di 681 abitanti di Valdina, comune italiano della città metropolitana di Messina in Sicilia.
Posta lungo la costa tirrenica, in contiguità con i centri di Torregrotta e Venetico Marina, si tratta del centro abitato più popoloso del comune; ospita numerose fabbriche di laterizi.

## Geografia fisica
Insieme con i centri abitati di Saponara Marina, Rometta Marea, Spadafora, Venetico Marina, Torregrotta e Monforte Marina, posti senza soluzione di continuità urbanistica a est e ovest, Fondachello insiste lungo la fascia costiera tirrenica posta tra capo Peloro e la penisola di Milazzo, nel golfo di Milazzo (riviera di Levante), in una zona pianeggiante debolmente pendente verso il mare. È delimitato a est dal torrente Macria (o Senia), che lo separa dal comune di Venetico, e a ovest dal Rio Caracciolo, lungo il confine col comune di Torregrotta.
La costa, che si sviluppa per circa 250 metri, è stata fortemente erosa dalle mareggiate; la spiaggia di Fondachello, sabbiosa e larga circa 30 metri, risente negativamente della vicina presenza delle foci dei due torrenti che ne determina sovente il divieto di balneazione.

## Origini del nome
Come altre omonime località isolane, Fondachello deve il suo nome alla presenza in loco di un fondaco (in siciliano, a seconda delle varianti locali, fùndacu, fùnnaccu, fùndicu o fùnducu). Il termine deriva dall'arabo funduq 'magazzino, osteria, albergo' o ancora 'deposito di merci', a sua volta prestito dal greco πανδοχεῖον ο πάνδοχος. Il toponimo ha fatto supporre che in questa località dovesse sorgere un punto di raccolta della seta prodotta e lavorata nell'area tirrenica dei Peloritani, attività che nella zona si protrasse sino al primo Novecento.

## Monumenti e luoghi d'interesse

### Architetture religiose
- Chiesa parrocchiale di San Giovanni Battista, costruita nel XX secolo, sita in piazza San Giovanni. 38°12′57.93″N 15°21′25.65″E
- Cappella di San Giovanni Battista, posta all'interno di Villa Calcagno Lo Mondo. Sino alla costruzione della chiesa cittadina risultava essere il principale luogo di culto della località[8].

### Architetture civili
- Villa baronale Calcagno Lo Mondo (XIX secolo)[8].

## Società

### Religione
L'unica parrocchia cittadina, San Giovanni Battista, è amministrata dal vicariato di Spadafora "San Giuseppe" dell'arcidiocesi di Messina-Lipari-Santa Lucia del Mela.

## Cultura

### Istruzione

#### Scuole
A Fondachello il servizio scolastico è garantito dalla presenza della scuola d'infanzia, primaria e secondaria di primo grado "Giovanni Paolo II" appartenenti all'istituto comprensivo "Stefano d'Arrigo" di Venetico.

## Infrastrutture e trasporti

### Strade
Il territorio comunale è attraversato dalla strada statale 113 Settentrionale Sicula e dalla strada provinciale 58 di Valdina. Nel giugno 2015 è stato inaugurato il ponte di collegamento tra il lungomare di Fondachello e quello di Venetico, che prosegue poi lungo il litorale di Spadafora.

### Ferrovie
Fondachello è attraversato dalla linea ferroviaria Palermo-Messina. La stazione più vicina, distante poco più di un chilometro dall'abitato di Fondachello, è quella di Torregrotta, posta nel territorio limitrofo di Torregrotta. Fino al 2009 la stazione più vicina era quella di Roccavaldina-Scala-Torregrotta.

## Sport
A Fondachello ha sede l'A.S.D. Astra, squadra di tennis da tavolo la cui rappresentativa giovanile si è laureata due volte campione d'Italia (l'ultima nel 2014).